# Площа Героїв (Калуш)

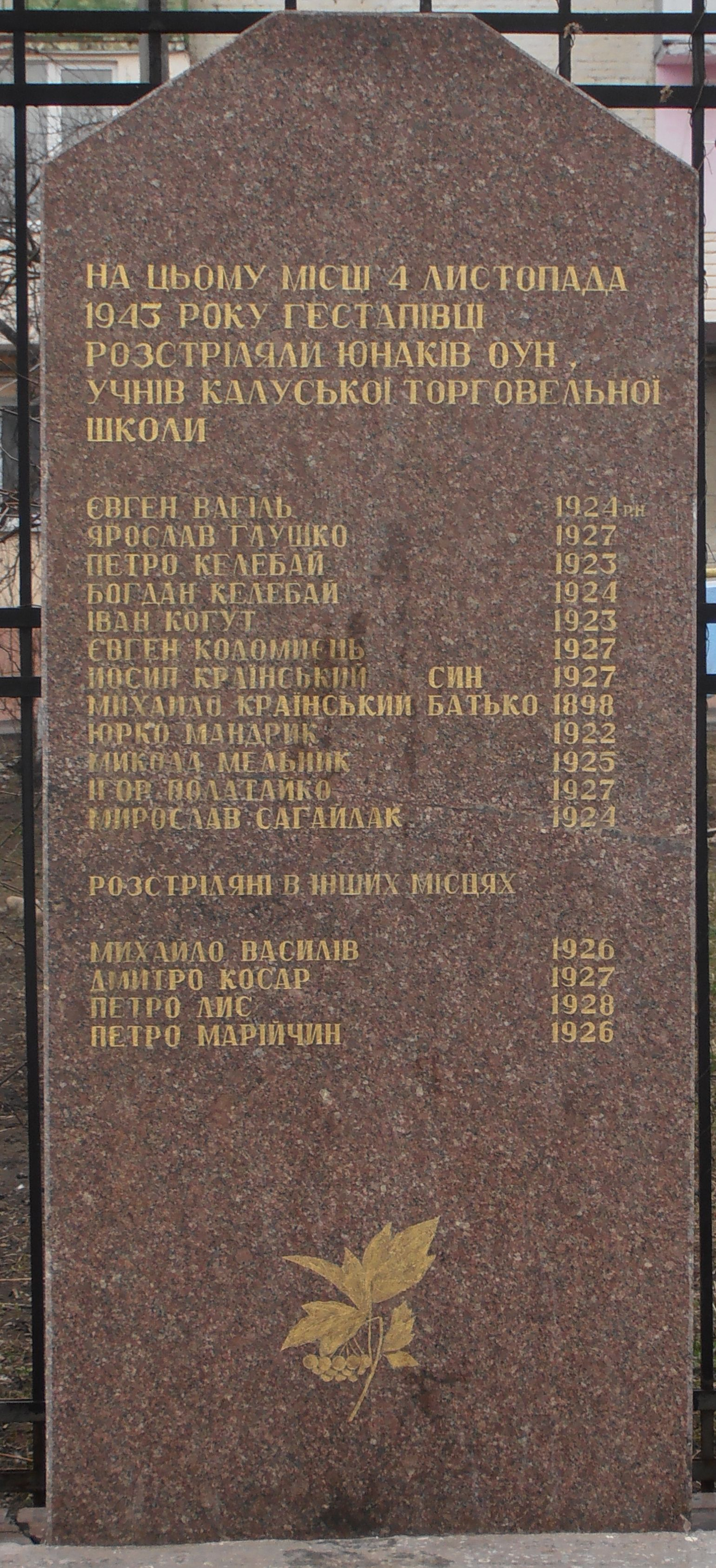
Стела пам'ятника юнакам ОУН

Площа Героїв — розташована в центральній частині міста Калуша. Розташована між вулицями Бандери, Шевченка, Ковжуна, Дзвонарська та Підвальна. До площі Героїв прилучаються вул. Нечая, вул. Цеглинського та Костельна.

## Назва
Площа названа на пам'ять усіх героїв, полеглих за волю України, серед яких і 12 підпільників ОУН, розстріляних гестапо на цій площі.
Назва дана площі ухвалою міської ради 25.12.1990.
На місці розстрілу героїв біля будинку під № 5 4 листопада 1993 року був встановлений пам'ятний знак членам ОУН, розстріляним у цей день 1943 року німецьким гестапо.

## Історія
До XIX ст. площа Героїв була забудована дерев'яними будинками. Забудова мурованими будинками розпочалася всередині ХІХ століття. Зразки такої архітектури — це 2-3-поверхові будинки на площі Героїв. Ці будинки утворювали квадрат, на якому знаходився ринок, у зв'язку з чим до приходу радянської влади площа називалася Ринковою. Сьогодні залишилося тільки декілька з цих споруд. Найдавнішою з них вважається будинок за адресою: Площа Героїв, 22. Він датується кінцем XVIII століття, і є одним з найдавніших будинків міста Калуша. Решта будівель комплексу були знесені у 1960-1970-х роках. У повоєнний час на площі був споруджений пам'ятник В. І. Леніну та дошка пошани «соцтруда», демонтовані серед дня влітку 1990 року за рішенням міської ради (у 1950 — 1990 рр. площа носила ім'я «вождя пролетаріату»). За демонтажем поруч зі сміхом спостерігали жителі міста, а комуністичні функціонери — зі страхом з вікон райкому КПСС (тепер це приміщення районної та міської рад). 10 років позаду монументу Леніну стояв стояв монумент Сталіну, тихцем знятий комуністами вночі 1956 року. Наприкінці 1970-х територія площі була збільшена за рахунок перекриття наскрізного автомобільного руху на початковій частині вулиці Леніна (тепер — вулиця Чорновола), а екскаваторами здерли гранітну бруківку. Так до площі причепили нинішній будинок № 1, на якому надалі повісили дошку радянському герою.
На південному краї площі зберігся колишній центральний телеграфний стовп міста (телеграфний зв'язок встановлено у 1850-х роках).

### Будинок №3
У другій половині ХІХ століття в будинку № 3 була відкрита перша у Калуші аптека. Перша згадка про неї датується 1877 роком. До 1964 р. у приміщенні була крамниця квітів, рішенням міськвиконкому № 105 приміщення передане аптеці. Її історія закінчується на межі 2006-2007 року, коли замість неї з'явився магазин з продажу побутової техніки. Згодом тут розмістилися банківські установи (спочатку VAB банк, а згодом банк Фінансова Ініціатива) Також у даній аптеці до останнього зберігалися окремі екземпляри меблів та посуду першої половини ХХ століття.

## Сьогодення
Площа Героїв на даний час є центральною міською площею. Саме тут проводяться культурно-розважальні заходи, політичні зустрічі, святкові концерти, а також розташовується новорічно-різдвяний ярмарок та новорічна ялинка. Центральна площа оточена ансамблем житлової забудови австрійсько-польської історичної доби. У 2004 р. було проведено реконструкцію площі: частково забруковано пішохідну зону, відновлено фонтан, встановлено нові лавки, смітники, а також кам'яні скульптури. Також було проведено реставрацію фасадів будинків. В кінці 2000-х рр. було споруджено торговельно-офісну будівлю, в якій на даний час (з 2014 року) розташований продуктовий супермаркет Рукавичка. В цей же час між Меморіальним комплексом та Краєзнавчим музеєм (вул. Шевченка) було зведено дві будівлі житлово-комерційного призначення (тут розташовані піцерія Sunrise та готель-ресторан Кондрат). У 2012 році навпроти фотоательє Галичанка поряд із приміщенням Союзу українок розпочалося зведення нової триповерхівки і в 2018 р. здана, фасад якої своїм ультрасучасним стилем не вписується до сусідньої забудови. У 2019 р. встановлено новий пам’ятник розстріляним героям-підпільникам ОУН.

## Фотогалерея

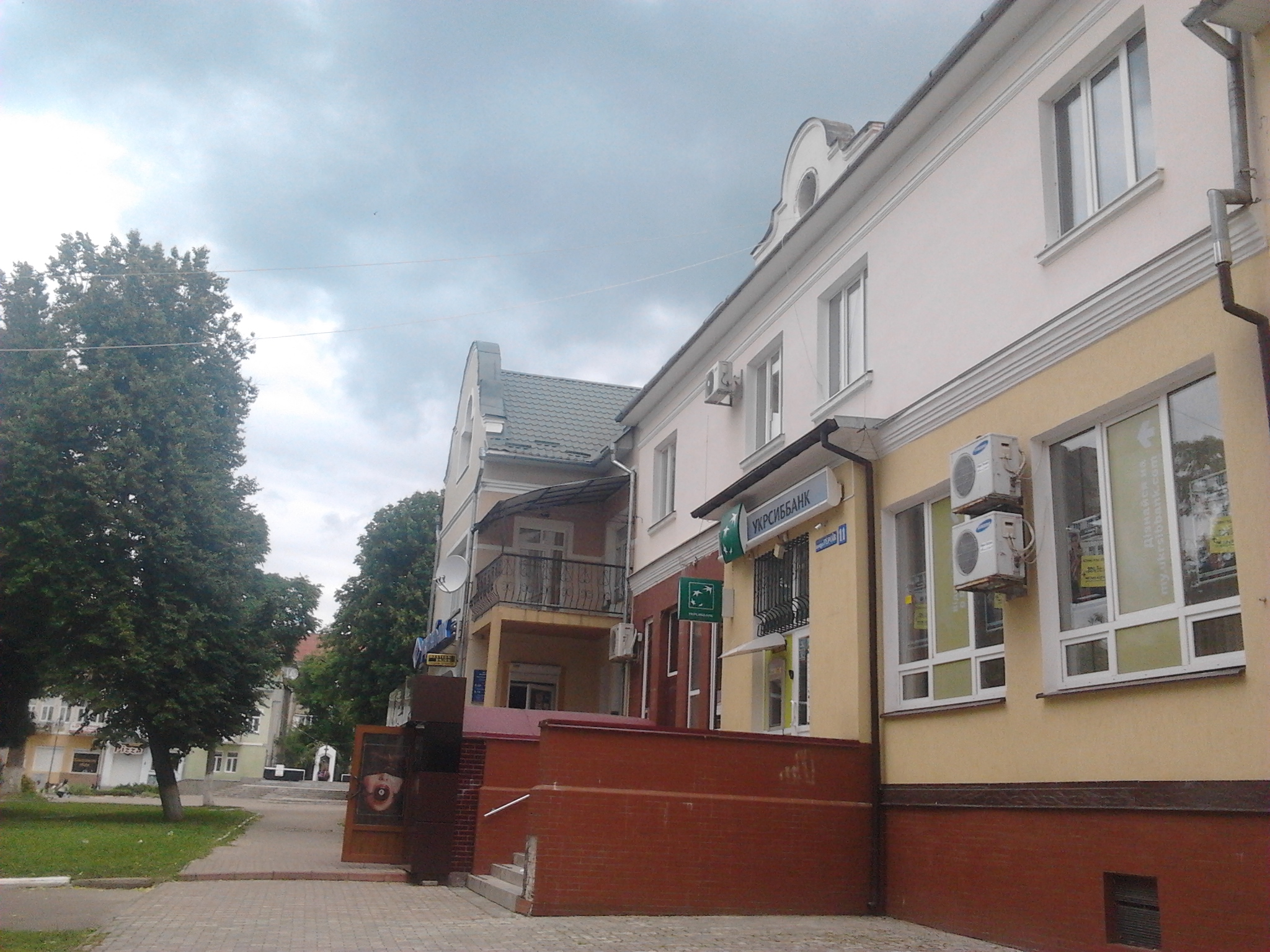
Банківські установи
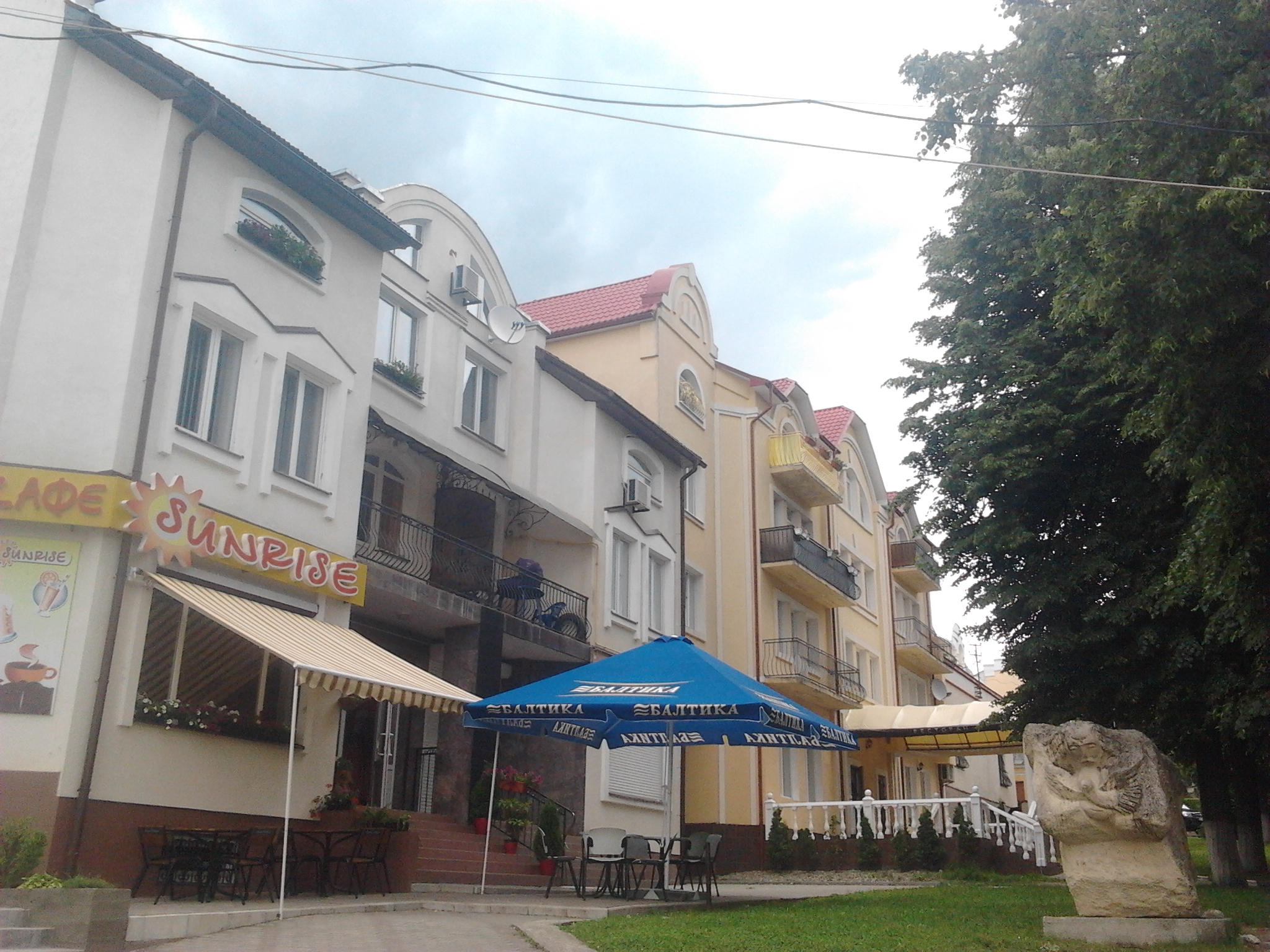
Кафе Sunrise
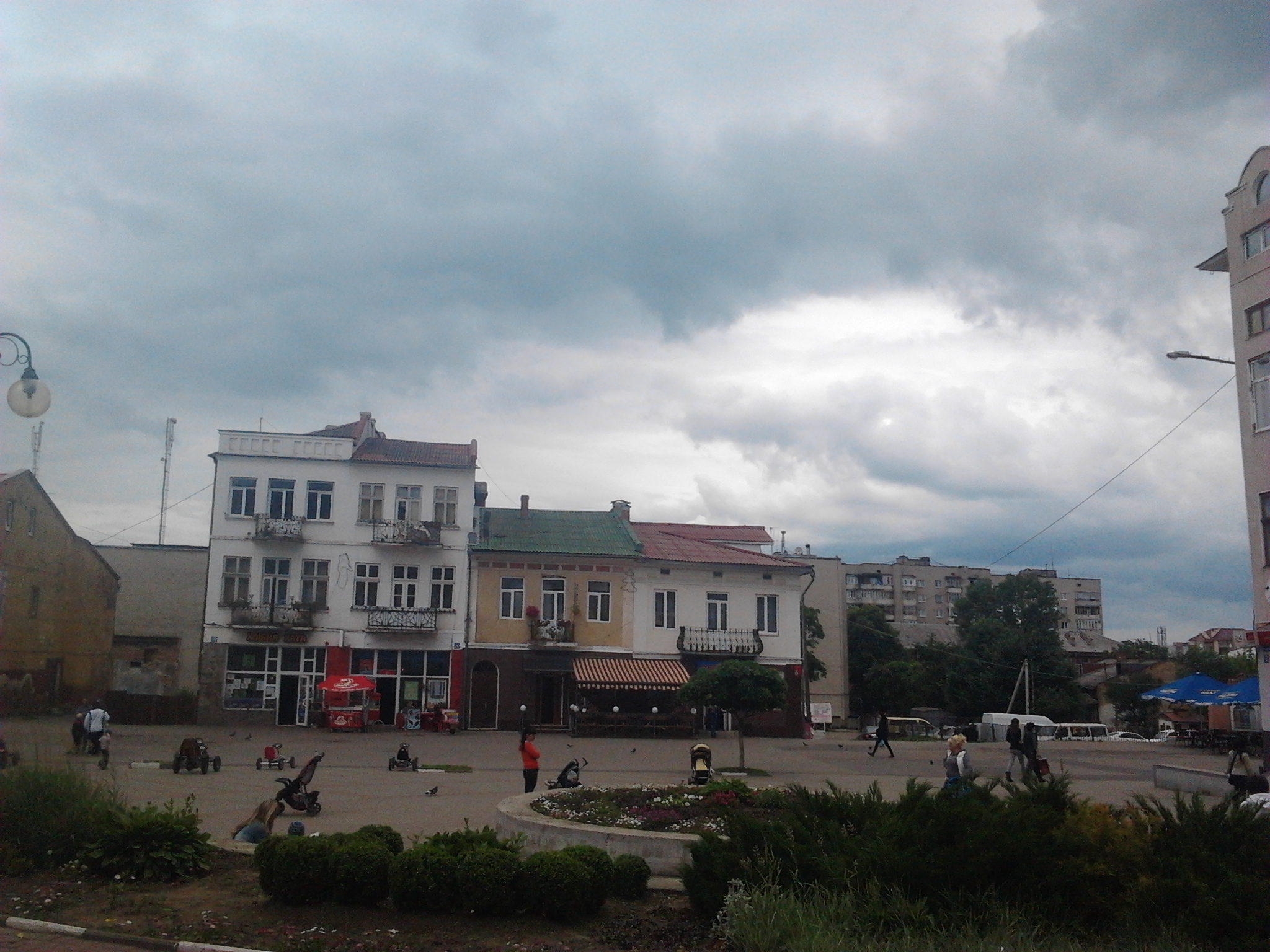
Житлові будинки
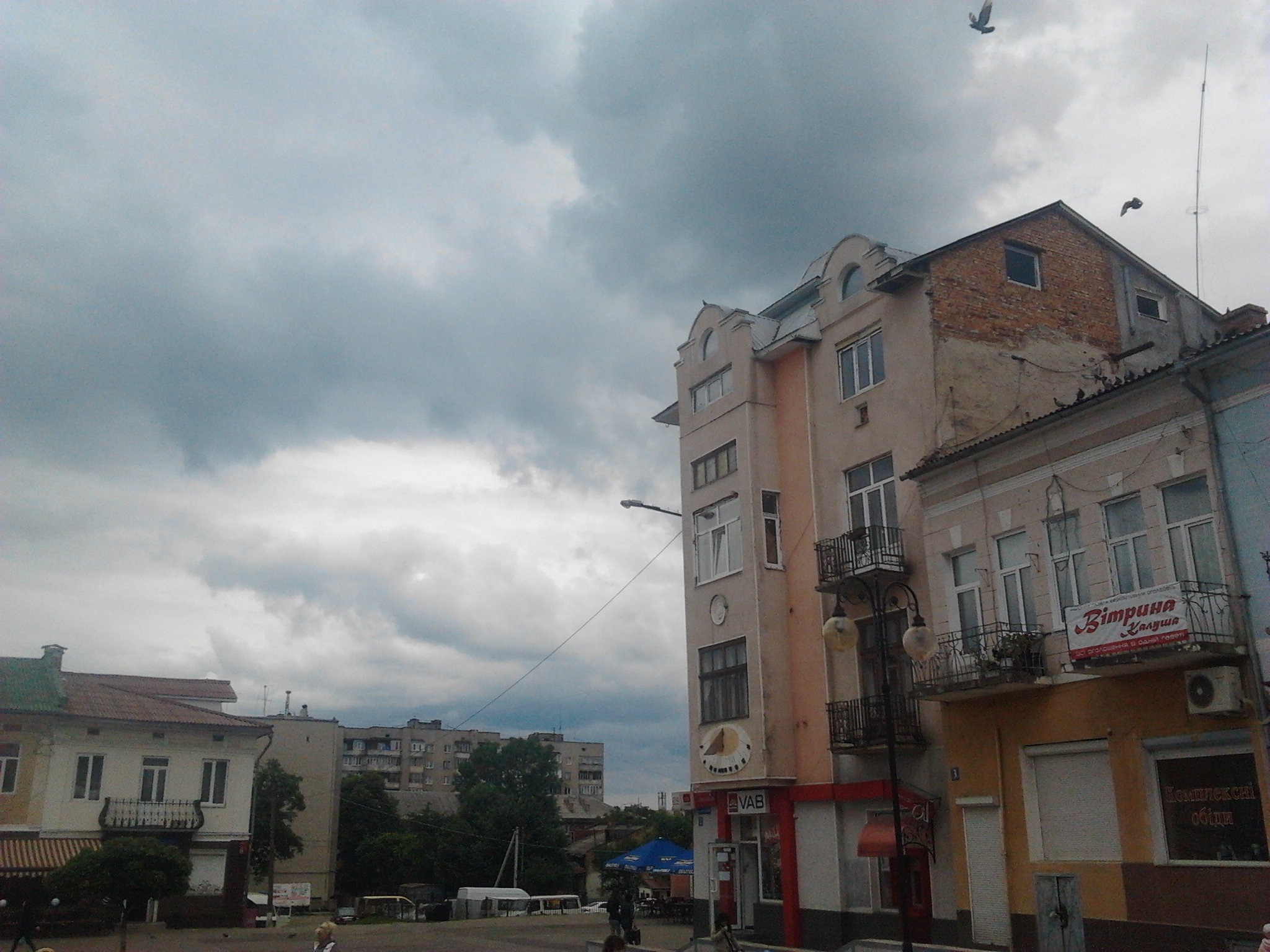
Ансамбль житлової забудови
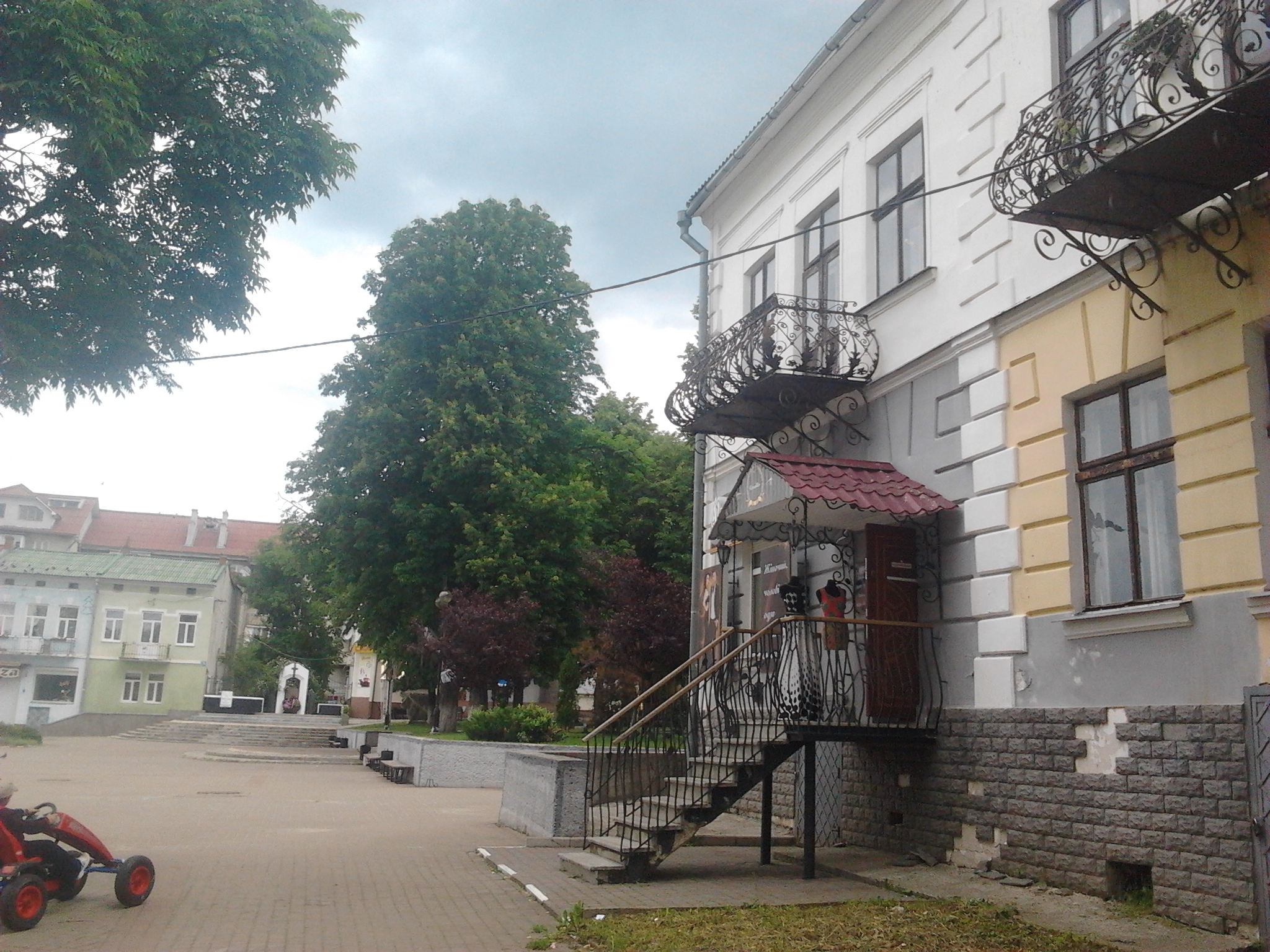
Житловий будинок
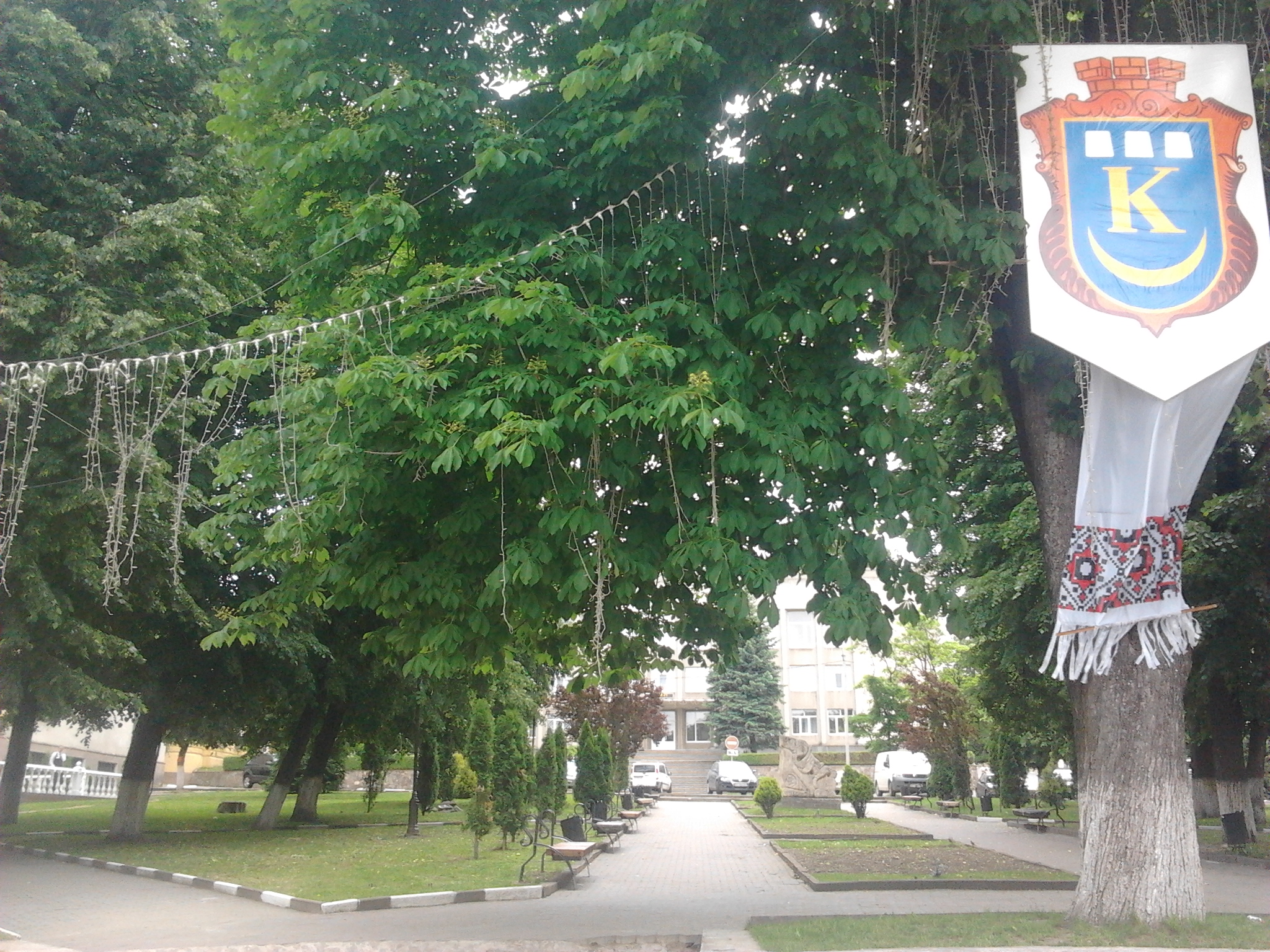
Підйом до районної ради
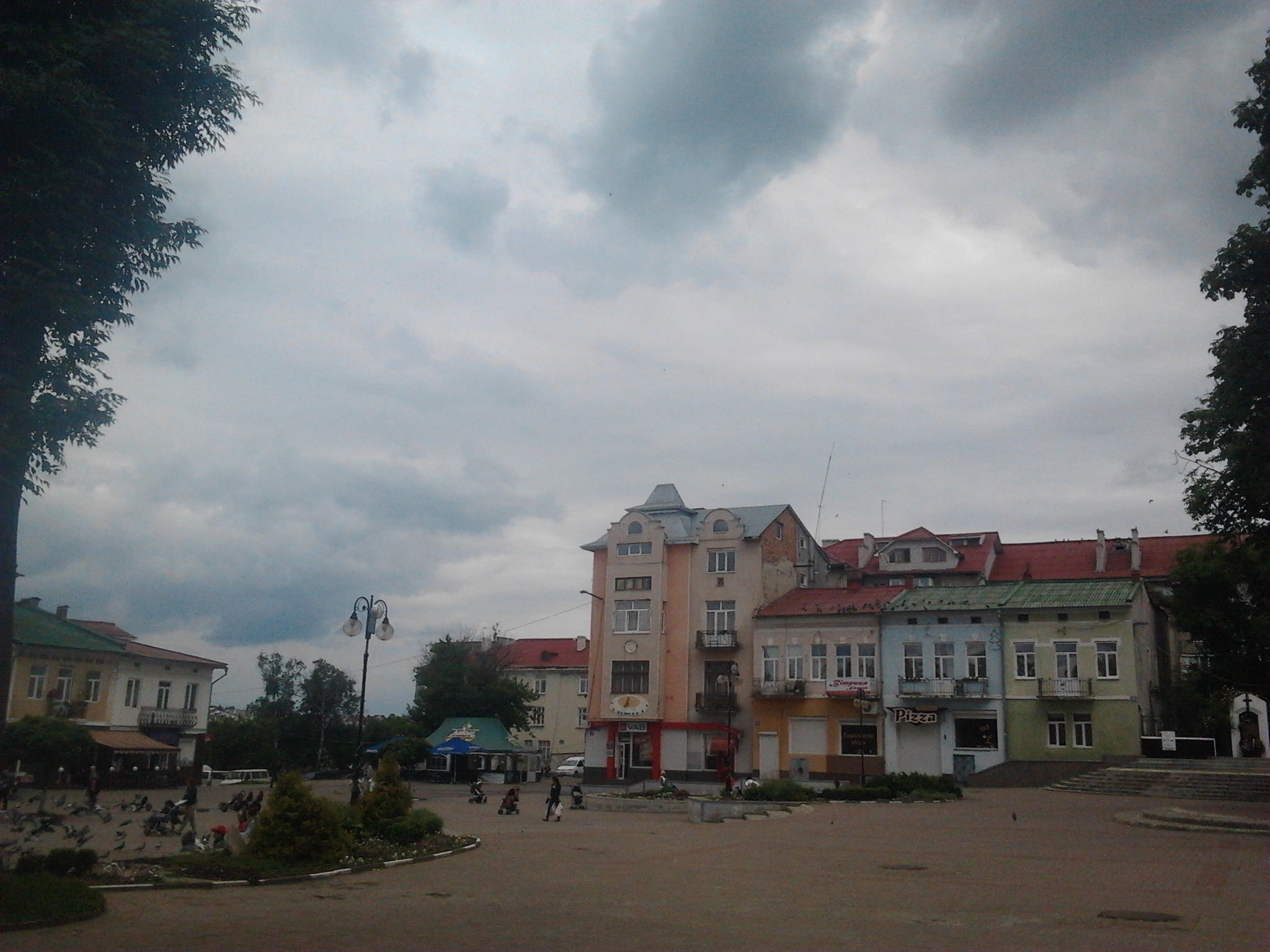
Центральна площа
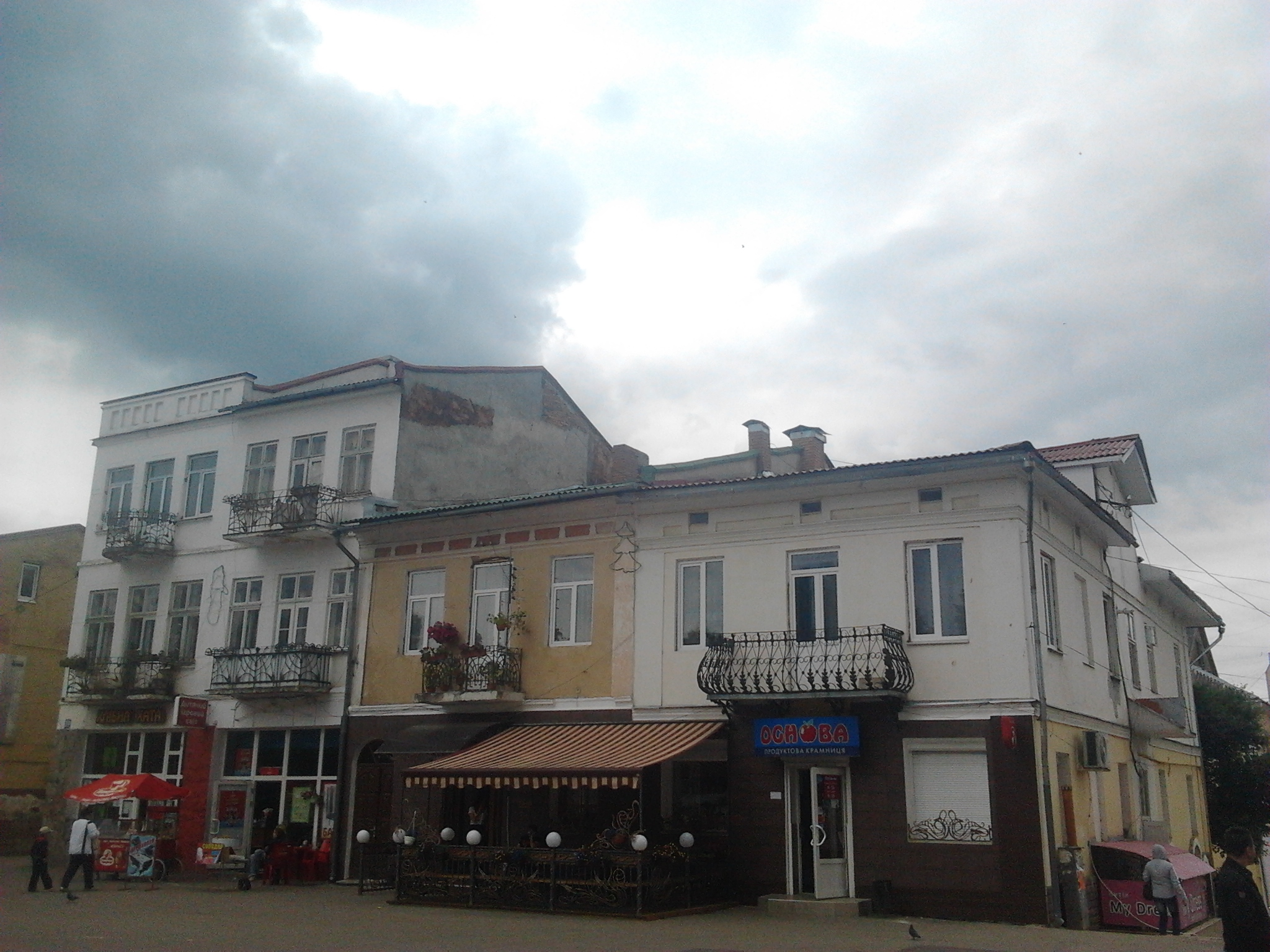
Австрійські будинки
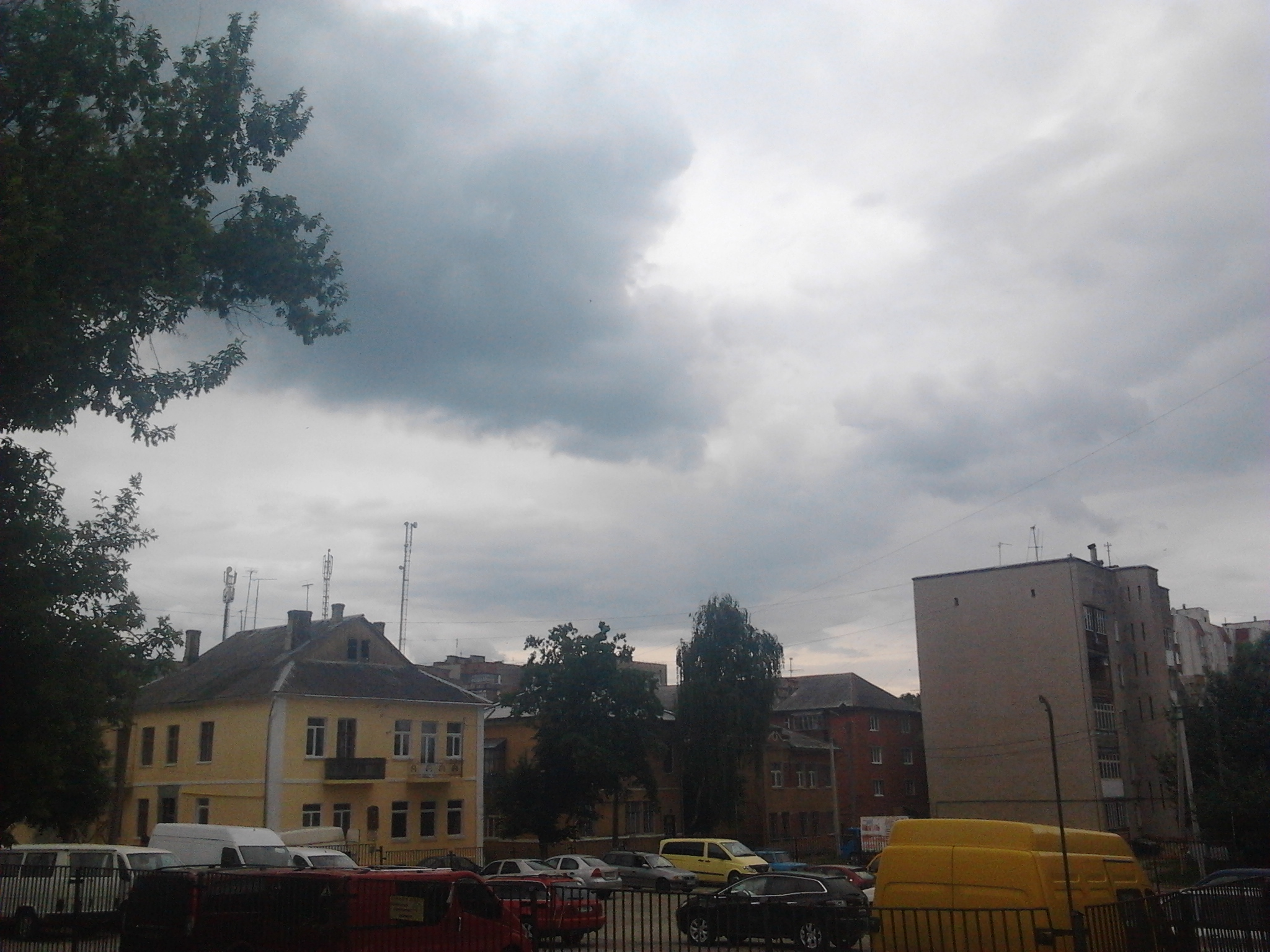
Автостоянка
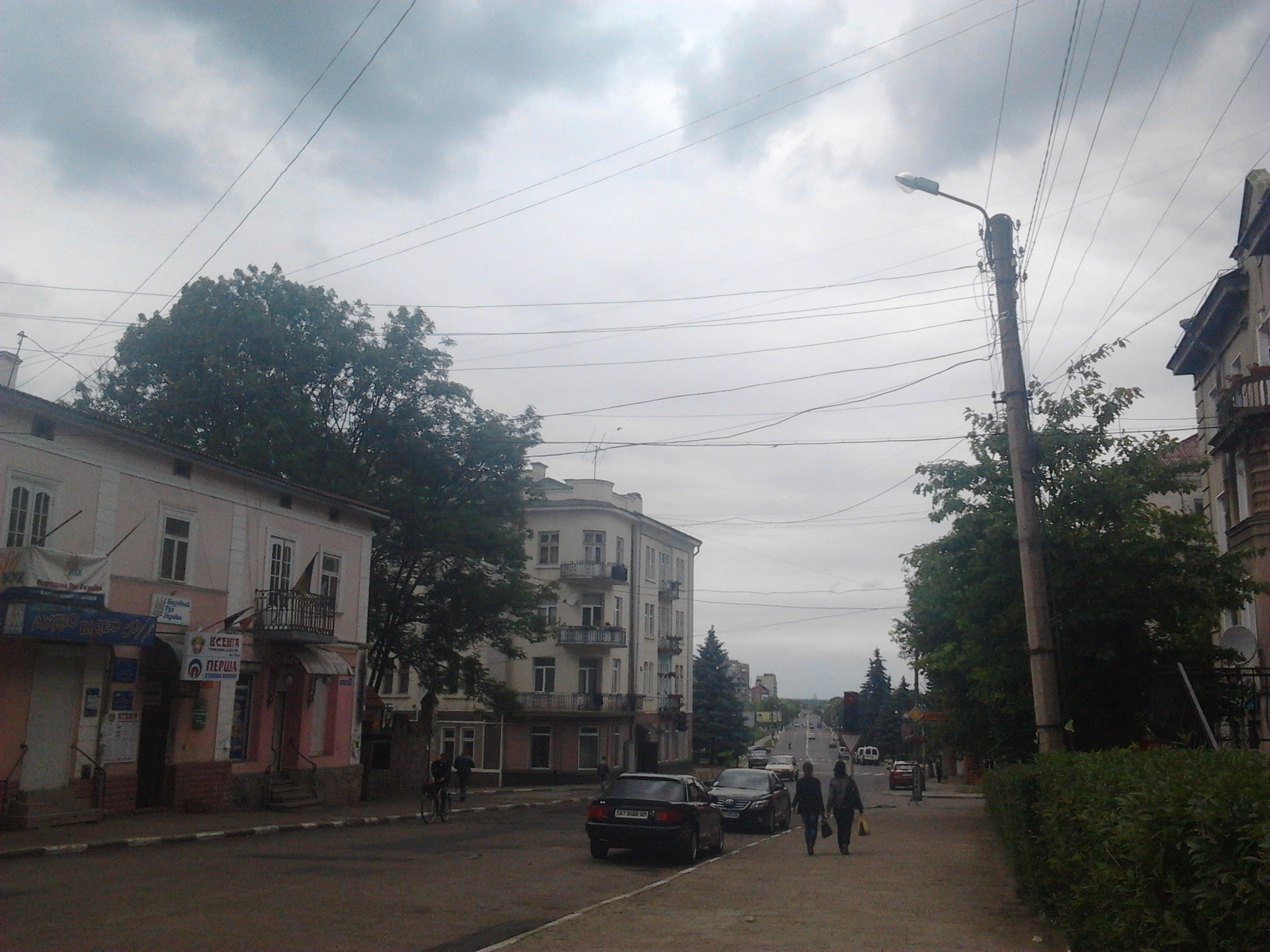
Вид на вулицю Євшана.
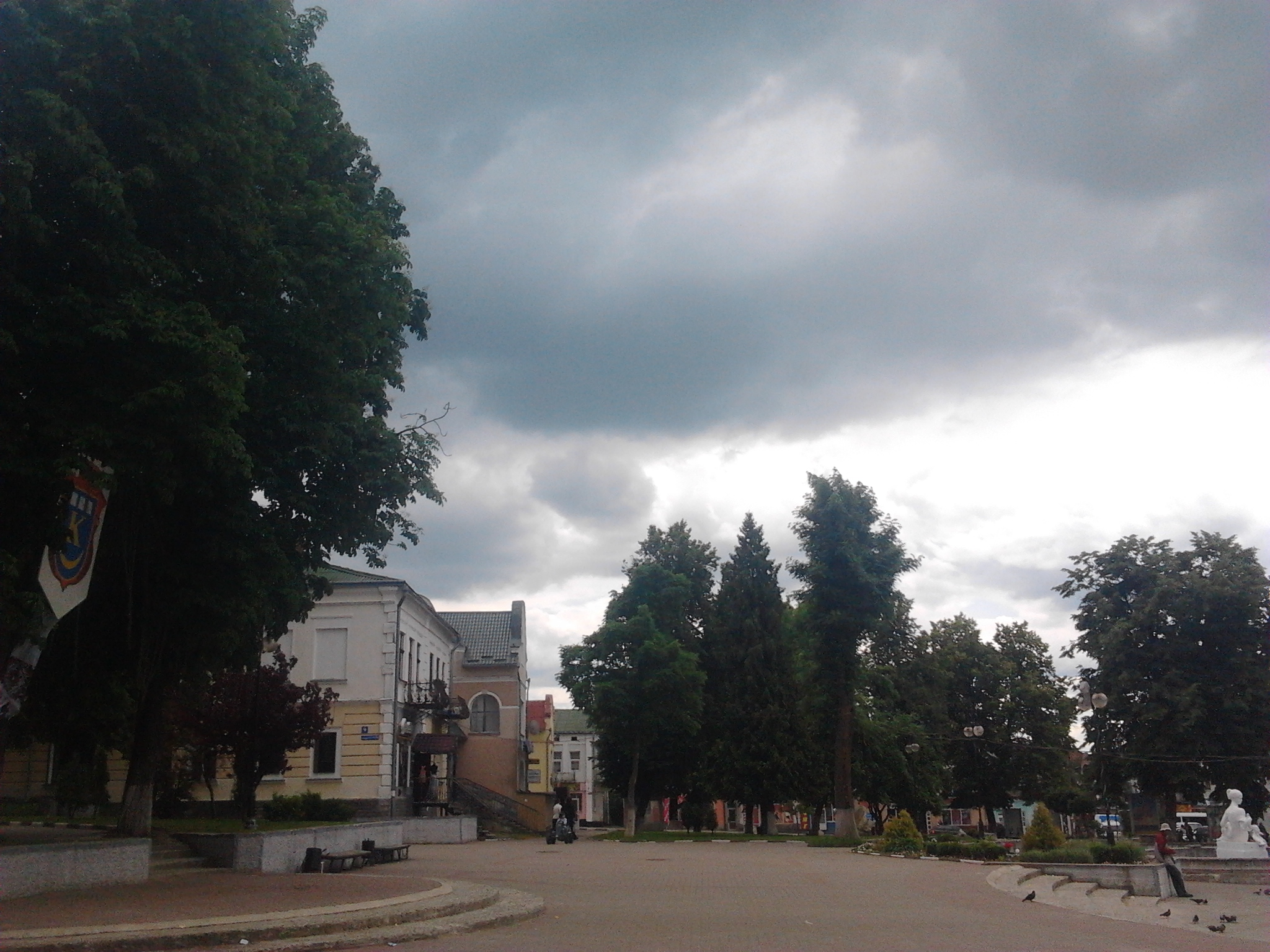
Центральна площа
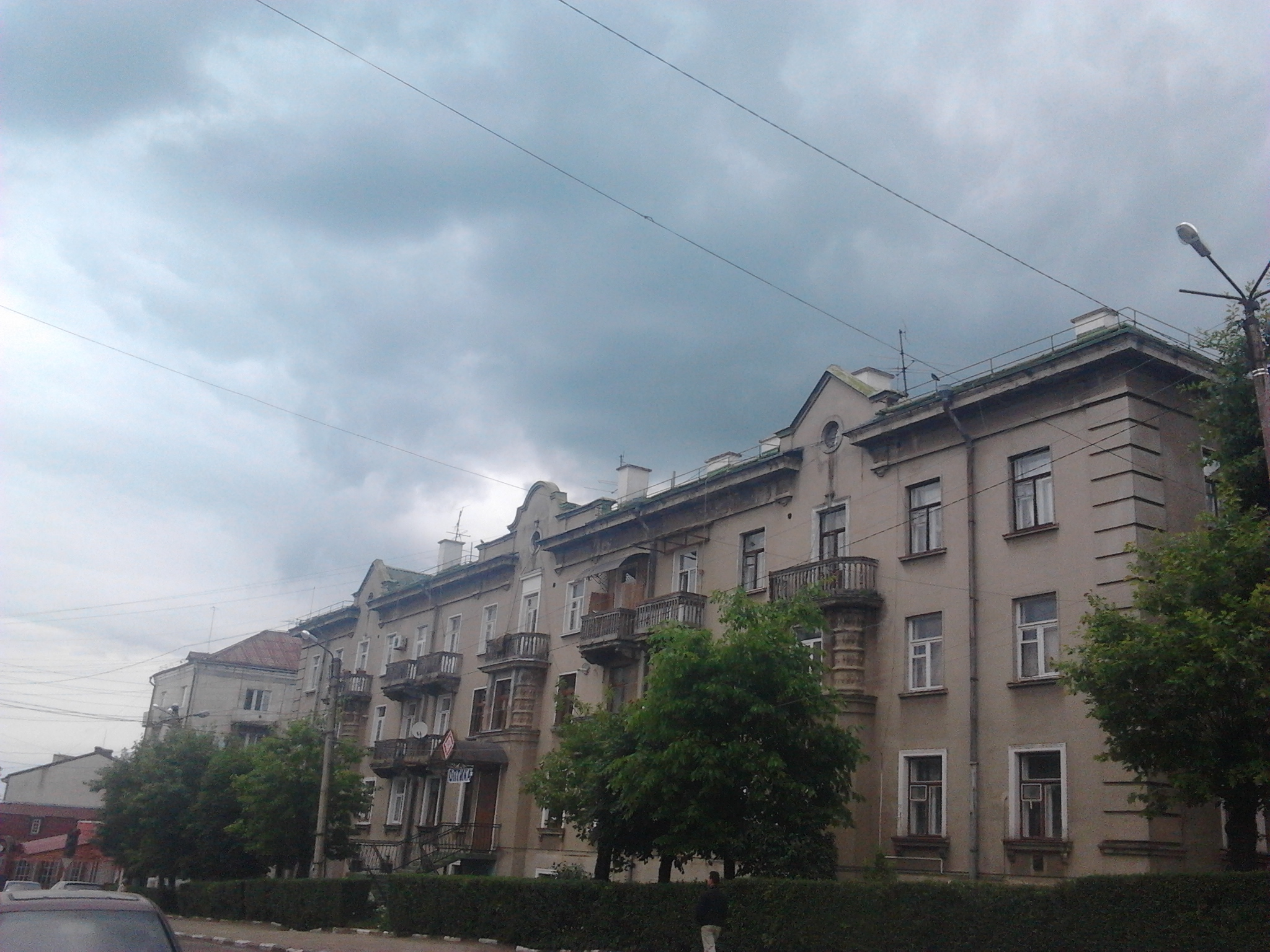
Сталінка
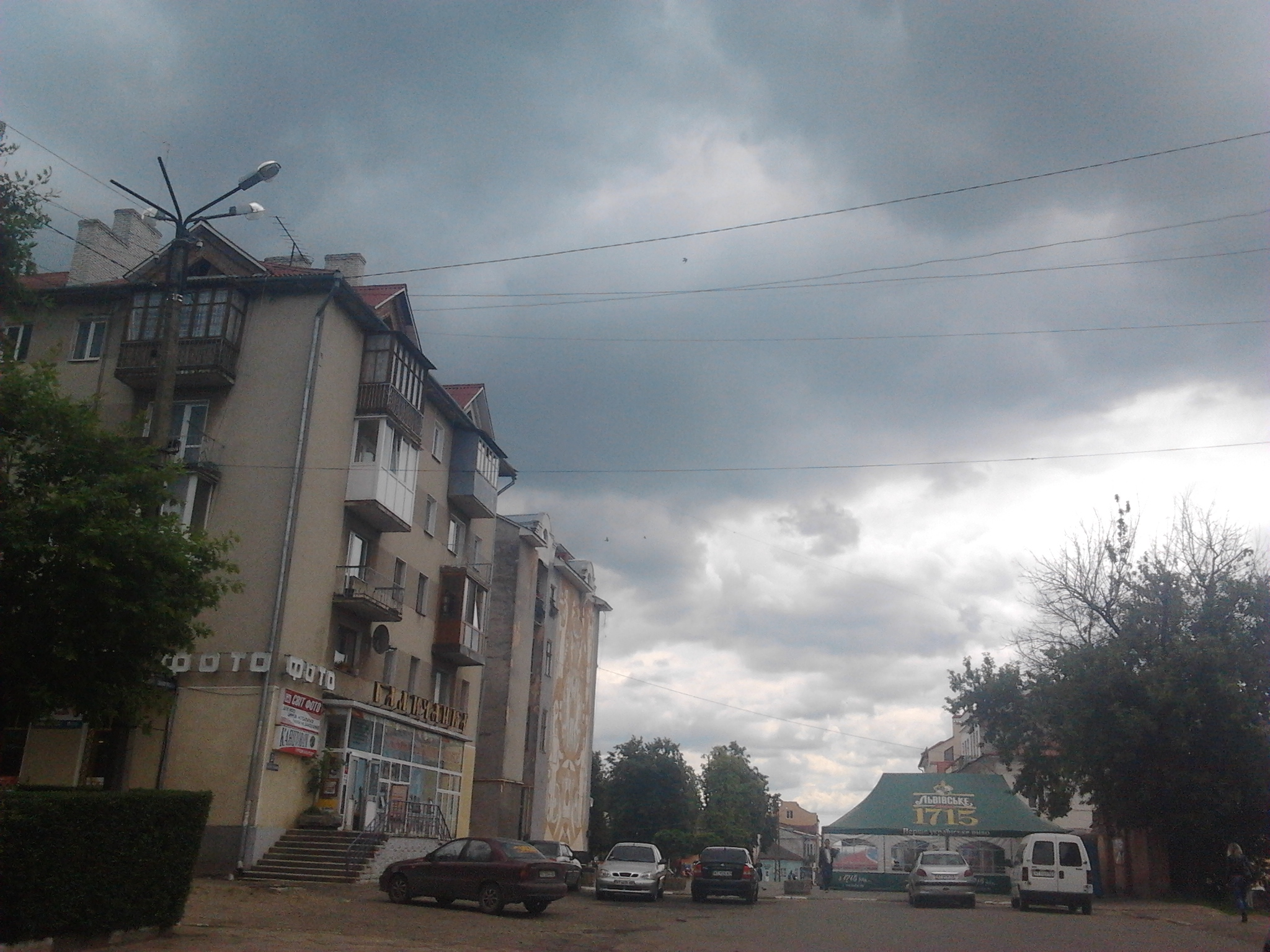
Вид на площу
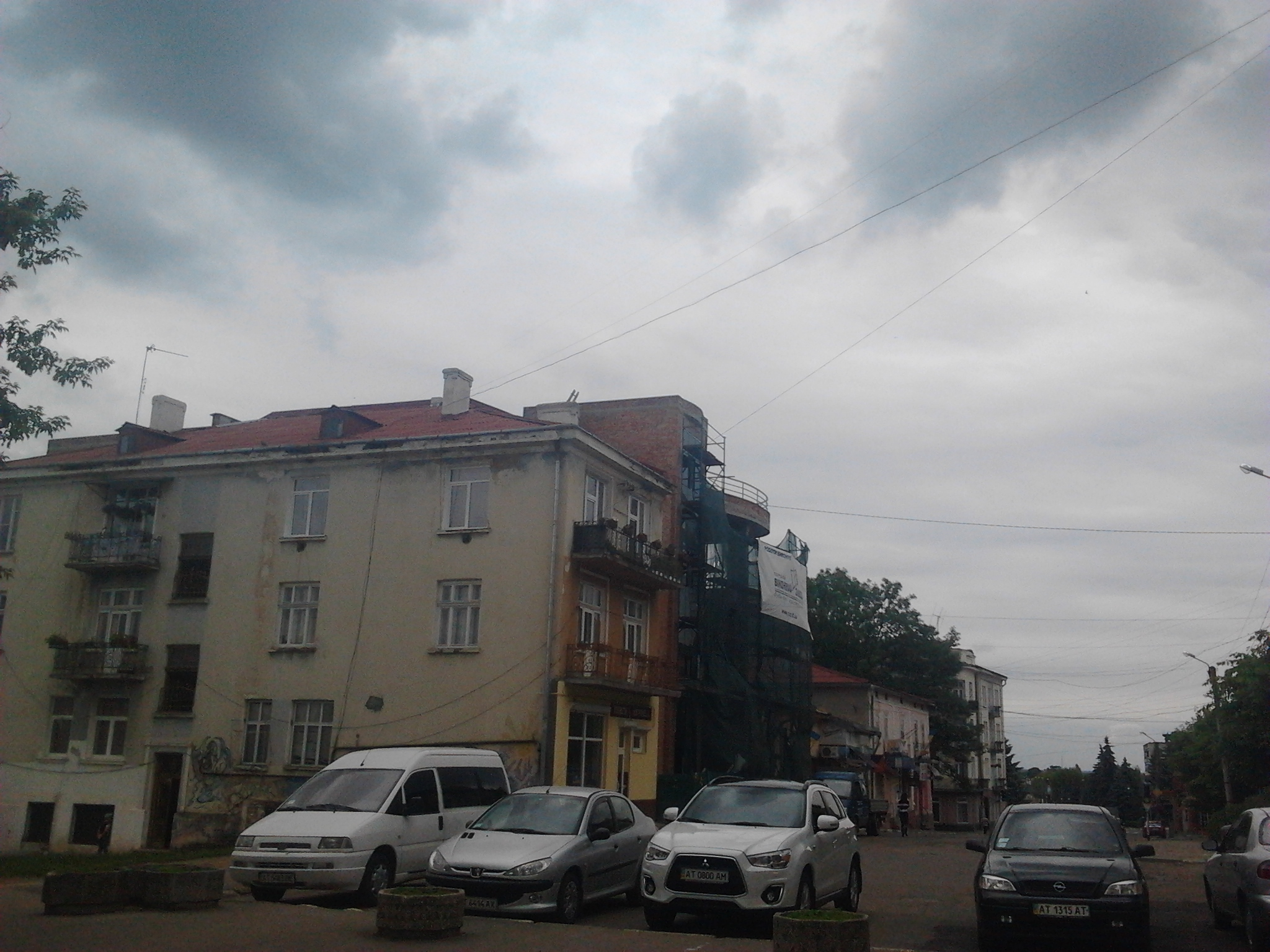
Парковка
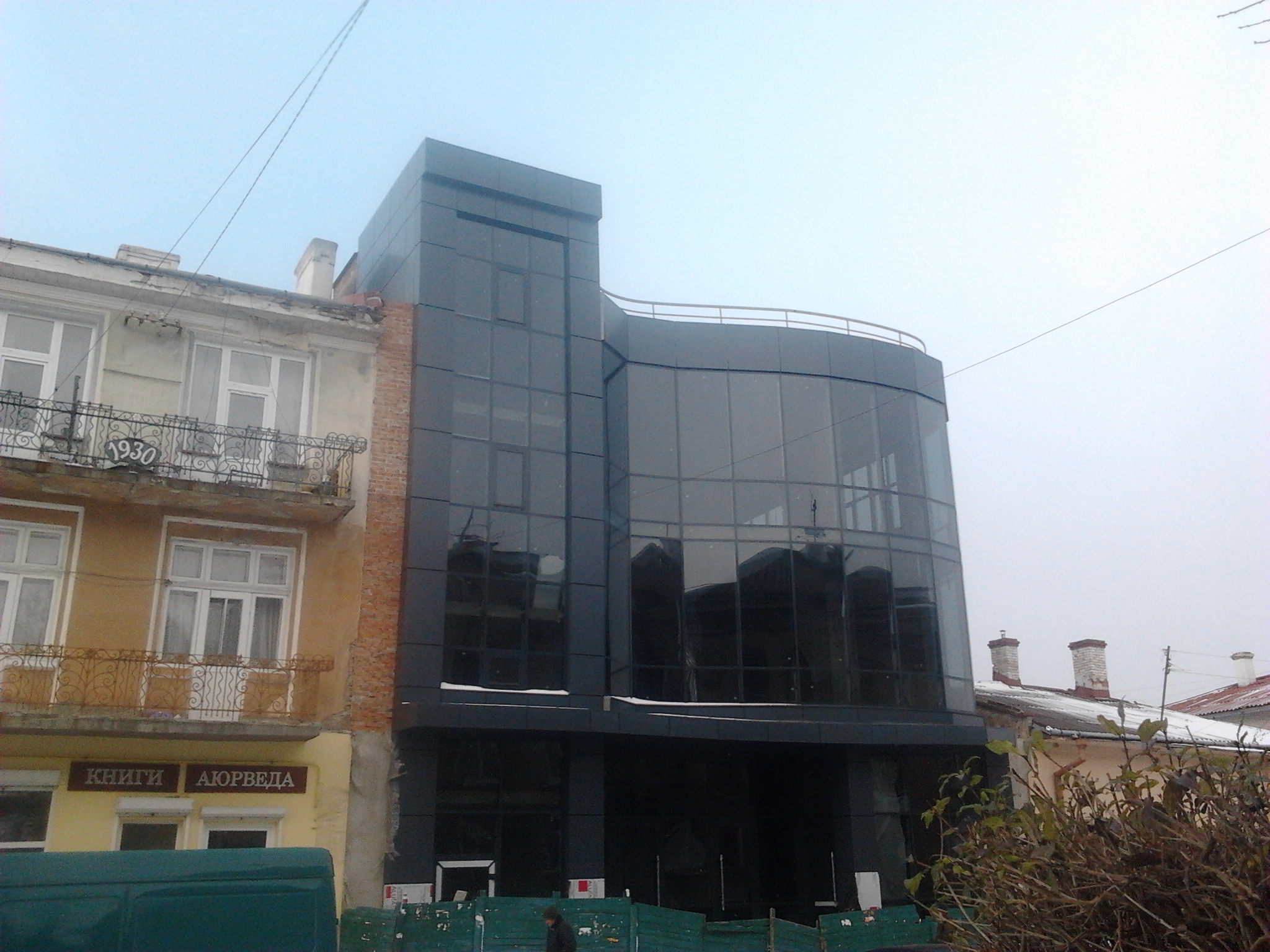
Новобудова навпроти фотоательє Галичанка